# Economia del sector energètic

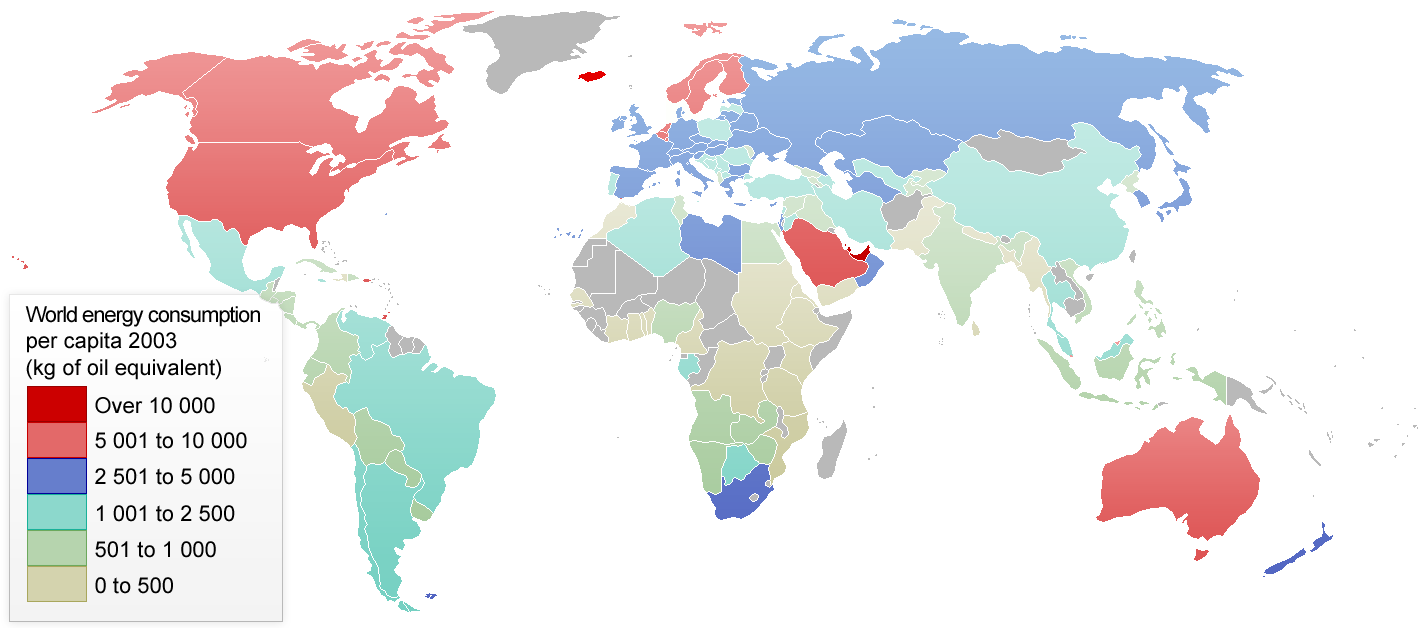
Mapa que representa el consum d'energia als estats de món l'any 2003.

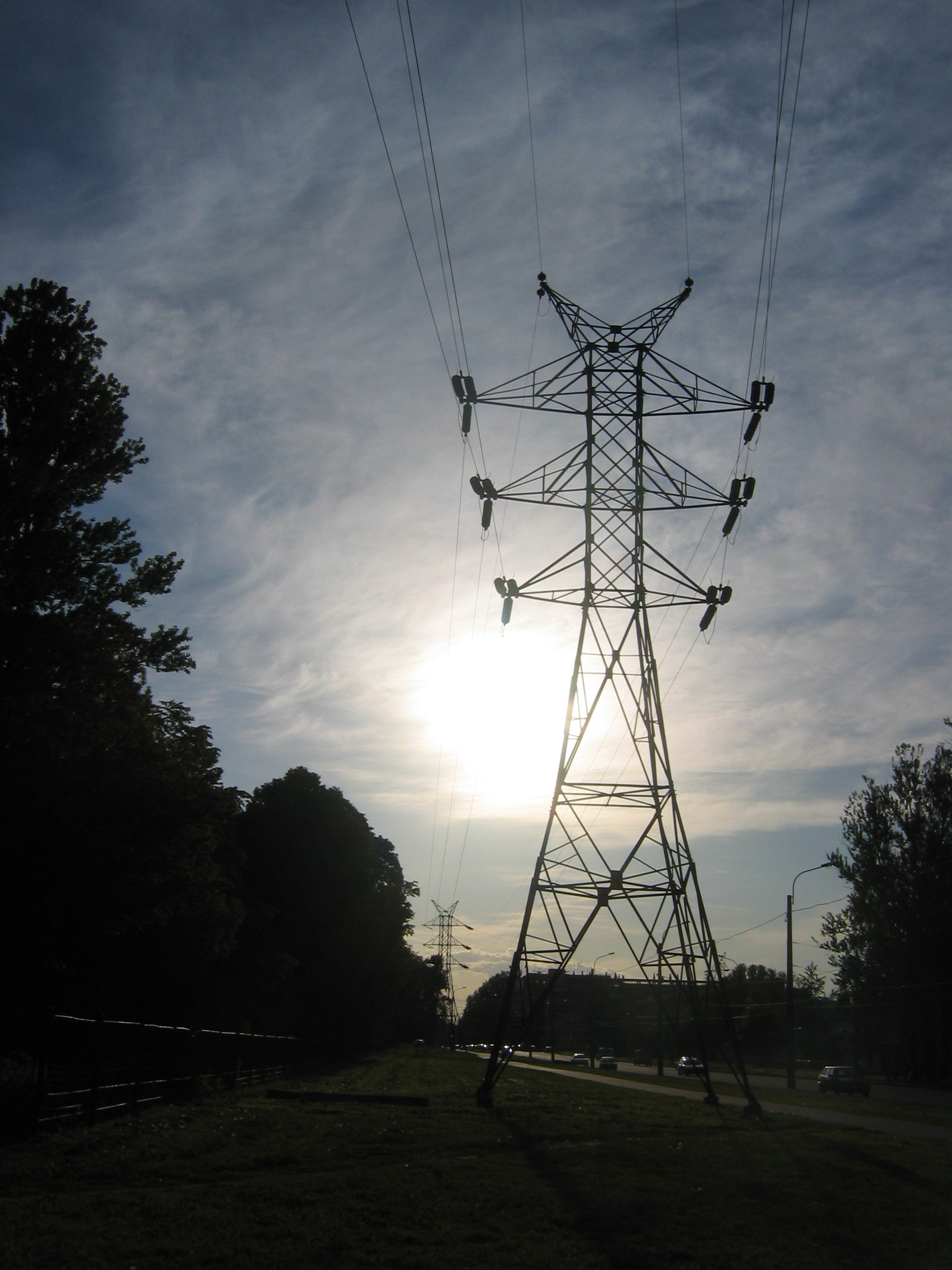
Transport d'energia elèctrica

L'economia del sector energètic tracta de l'energia des d'un punt de vista centrat a l'economia i la societat. Més enllà de les propietats i coneixements científics abstractes i objectius que tenim de l'energia, la manera de com s'usi a la tecnologia i sobretot el seu comerç té importants implicacions socials i polítiques, que van des de guerres a interessos legals (per exemple, l'impost sobre el carboni per part de la indústria nuclear) passant per latifundis agrícoles al tercer món.
La utilització de l'energia ha estat un element fonamental per al desenvolupament de les societats humanes, l'aprofitament de diferents formes d'energia ha ajudat l'home a controlar i modificar el medi ambient. La gestió de l'energia és un aspecte inevitable i cabdal per a qualsevol societat que vulgui funcionar. Al món industrialitzat el desenvolupament de l'aprofitament dels recursos energètics ha esdevingut essencial per al funcionament de l'agricultura, el transport, la gestió dels residus, les tecnologies de la informació o les telecomunicacions. L'increment de la utilització d'energia des de la Revolució Industrial ha comportat l'aparició de problemes seriosos com la contaminació i l'escalfament global que avui dia són un perill que amenaça el futur del nostre món.
Fora del context de la ciència el mot energia s'utilitza com a sinònim de recurs energètic i sovint per a referir-se a substàncies com els combustibles, els productes derivats del petroli o l'electricitat. Les citades són fonts d'energia fàcilment utilitzables i poden ser transformades de manera senzilla en altres formes d'energia que poden ser utilitzades per a propòsits específics. El principi fonamental de la física que postula la conservació de l'energia (l'energia no es crea ni es destrueix, només es transforma) és vàlid per als recursos energètics que aprofita l'home, però malauradament un cop l'energia es transforma en certes formes, com pot ser la calor, la possibilitat de reutilitzar-la esdevé molt limitada, fins al punt que hom considera que l'energia ha estat gastada o consumida.

## Tipus d'energia

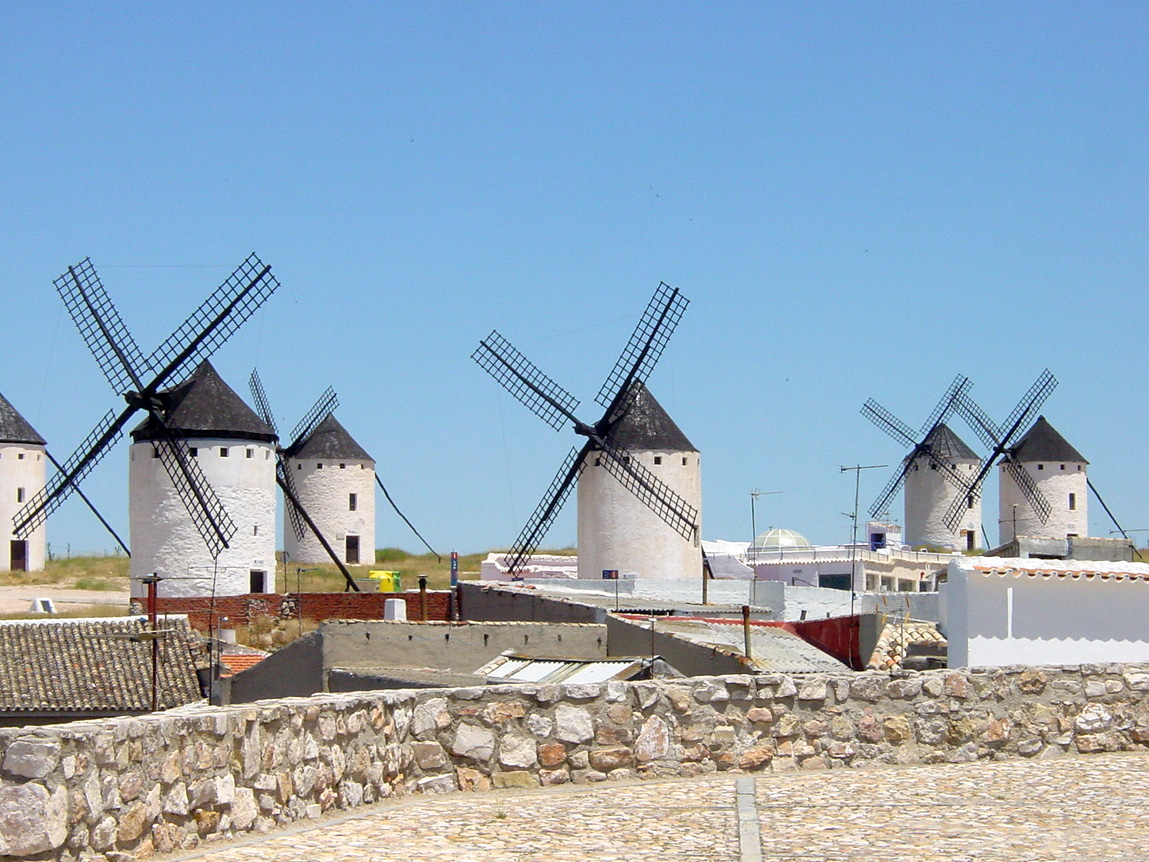
Els molins utilitzen l'energia del vent

Els elements que hi ha a la natura i poden ser transformats en energia, com ara el Sol, l'aigua, el vent, el carbó, el petroli, i el gas s'anomenen fonts d'energia. És a dir les fonts d'energia són els recursos dels quals pots obtenir-se energia per produir calor, llum, moviment, etc.
Segons la seva naturalesa, les fonts d'energia es poden classificar en:
- Primàries: Són les que es troben a la natura: vent, aigua, Sol, llenya, carbó, petroli, nuclear, etc..
- Secundàries: Són les que s'obtenen a partir de fonts d'energia primàries: electricitat, benzina, etc.

També podem classificar les energies segons les reserves disponibles de la font d'energia que utilitza i de la capacitat de regeneració que tenen:
- Renovables: Quan la font d'energia que utilitzen es regenera en un període curt i de les quals hi ha unes reserves il·limitades, un exemple són l'energia solar que té com a font d'energia el Sol, o l'energia eòlica que utilitza com a recurs energètic la velocitat del vent. Són energies renovables la solar, l'eòlica, la geotèrmica, la mareomotriu, etc.
- No renovables: Són les que provenen de fonts d'energia que trobem a la Terra en quantitat limitada i, per tant, són exhauribles. Com a fonts d'energia no renovable tenim:
  - d'origen fòssil: petroli, gas natural, carbó.
  - d'origen mineral: urani, pissarra (gas pissarra).
  - d'origen vegetal: paper, fusta, oli, etc.
  - d'origen animal: cera, greix, animals de càrrega i fonts d'energia mecànica (humà, ase, mul, elefant…), etc.

## Consum

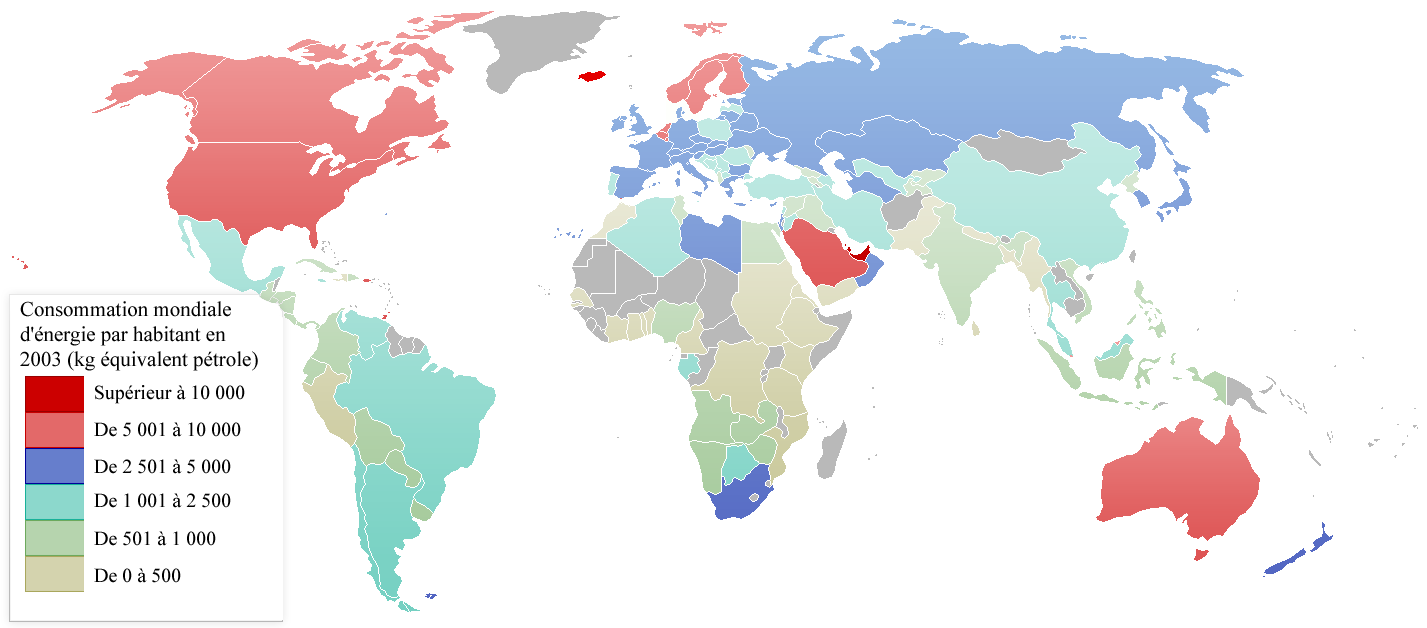
Consum mundial d'energia en 2003

La quantitat d'energia consumida per un país depèn de la possibilitat tècnica que tinguin de fer-ho, per exemple un país industrialitzat en consumeix sempre més que un que no tingui indústria; o una llar sense ordinador o aire condicionat en consumeix menys que quan a més tingui aquests aparells. També segons l'eficiència energètica dels aparells que la consumeixen i sobretot de com i quant en vol consumir la població.
La procendència de l'energia consumida depèn en primer lloc de la geografia i del clima, no es pot obtenir energia hidràulica en un lloc on no hi ha aigua, per exemple, i sobretor de l'estratègia política i financera del govern. Per exemple, si a un país hi ha una gran quantitat de petroli, però no hi ha urani, en principi seria esperable que s'hi primi l'energia fòssil front a la nuclear. En general aquestes estratègies, a les quals poden influir diferents grups de pressió empresarials privats, depenen de molts factors i de la història particular del país.
El consum d'energia primària a Espanya, segons les dades de l'inventari estatal del 2008, és de:
| Origen                     | Proporció al total d'energia primària |       |
| -------------------------- | ------------------------------------- | ----- |
| Combustibles fòssils       | 85,9%                                 | 85,9% |
| Nuclear                    | 11,1%                                 | 11,1% |
| Energies renovables        | 3,6%                                  | 3,6%  |
| Intercanvis internacionals | -0,7%                                 | -0,7% |

L'energia fòssil es distribueix a Espanya en 2008 de la següent manera:
| Origen      | Proporció al total de combustibles fòssils |       |
| ----------- | ------------------------------------------ | ----- |
| Petroli     | 57,5%                                      | 57,5% |
| Gas natural | 29,3%                                      | 29,3% |
| Carbó       | 13,2%                                      | 13,2% |

Per sectors, el consum mundial segons l'Agència Internacional de l'Energia l'any 2006 va ser el següent:
|                    | Mtep consumits (2006) | Percentatge de consum |
| Transport          | 2 180                 | 27%                   |
| Indústria          | 2 226                 | 28%                   |
| Domèstic           | 1 958                 | 24%                   |
| Serveis            | 643                   | 8%                    |
| Agricultura        | 181                   | 2%                    |
| Altres             | 156                   | 2%                    |
| Usos no energètics | 740                   | 9%                    |
| Total              | 8 084                 | 100%                  |

## Producció

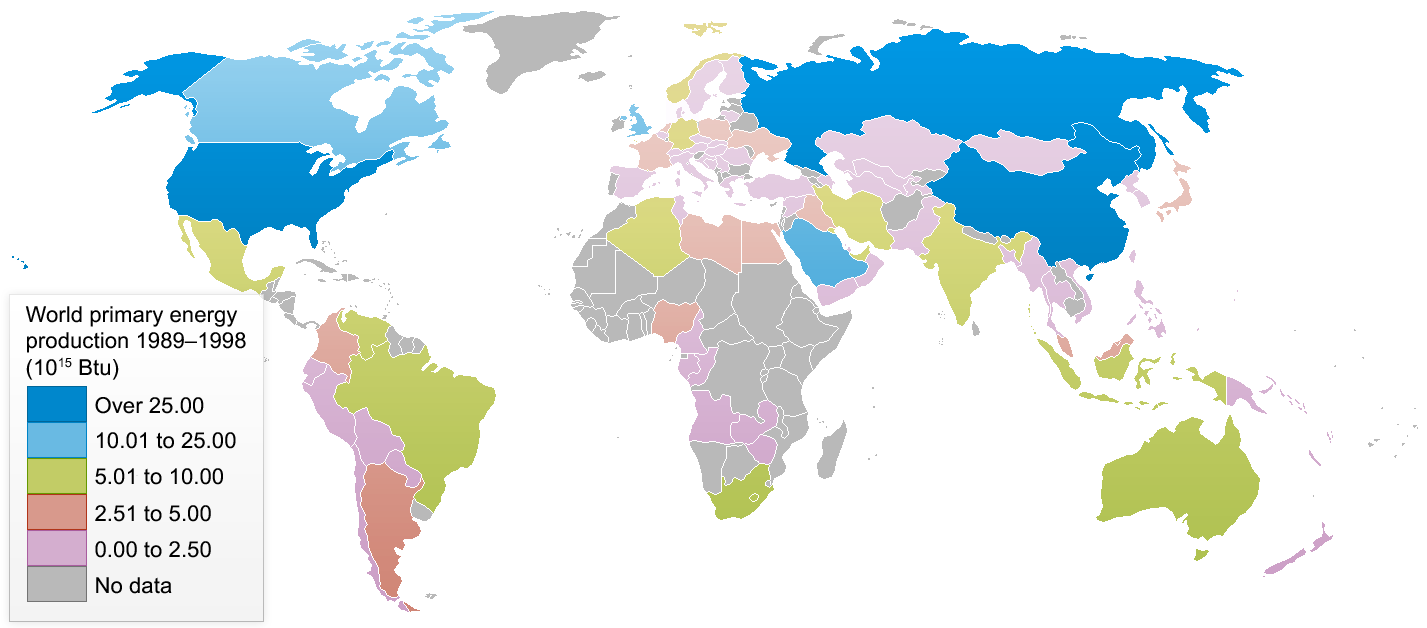
Producció mundial d'energia entre 1989 i 1998

En 2008 la producció mundial d'energia primària es va fer en un 34% a partir del petroli i els seus derivats, un 29% a partir de carbó, un 24% a partir de gas natural, un 6% d'energia hidràulica, un 5% de nuclear, un 1% d'eòlica i menys d'un 0,1% de solar.

## Reserves mundials d'energia
Segons l'empresa petroliera BP, el 2008 les reserves energètiques de combustibles fossils eren de 183 anys per al carbó, 64 per al gas natural i 44 per al petroli. Altres fonts estimen unes reserves pràctiques molt menors per al carbó, ja que la majoria del que queda avui no és rendible. Cal tenir en compte però que, quan ja no hi hagi petroli ni gas natural, el carbó podria ser utilitzat encara a centrals tèrmiques i, encara que doni poca energia, guanyarà molt valor relatiu en no haver alternatives. Les reserves d'urani s'estimaven en 2008 en 48 anys.

## Recerca

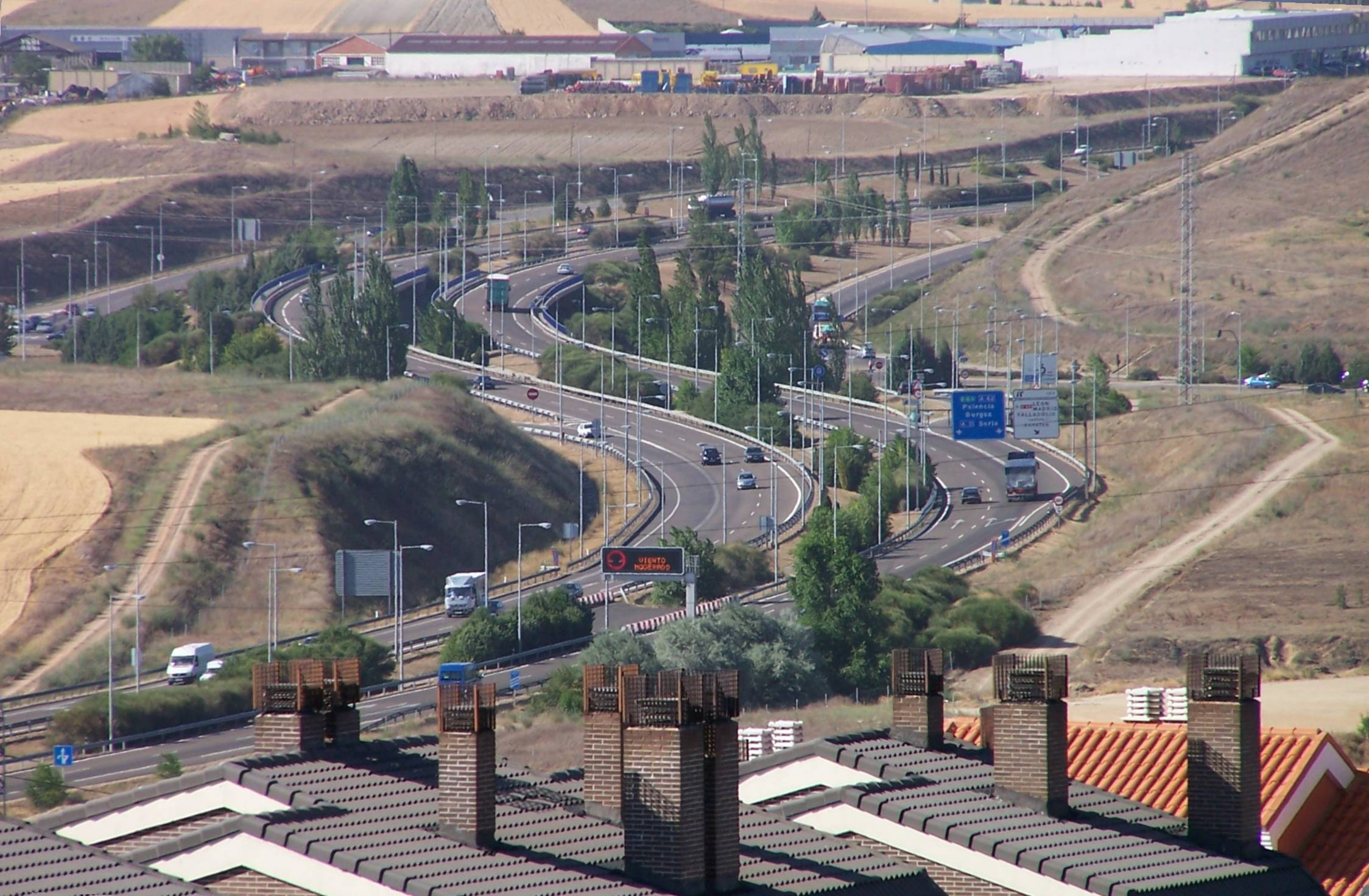
L'asfalt es fa amb petroli

Motor Wankel

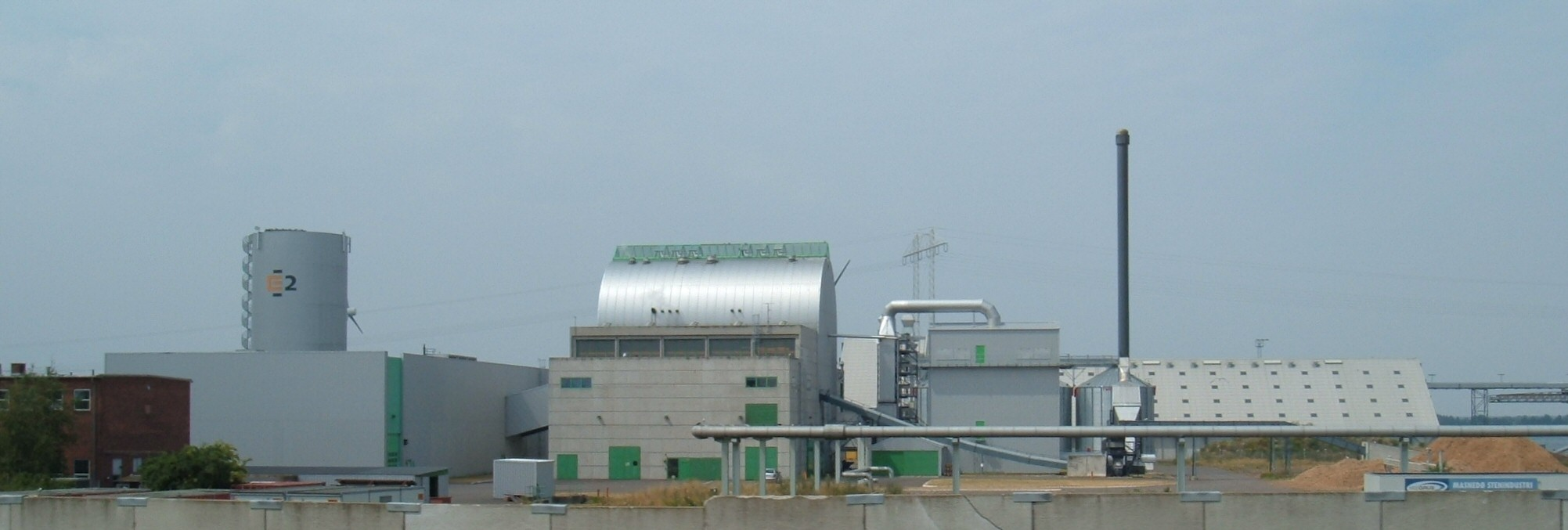
Central tèrmica de cogeneració d'energia i calor

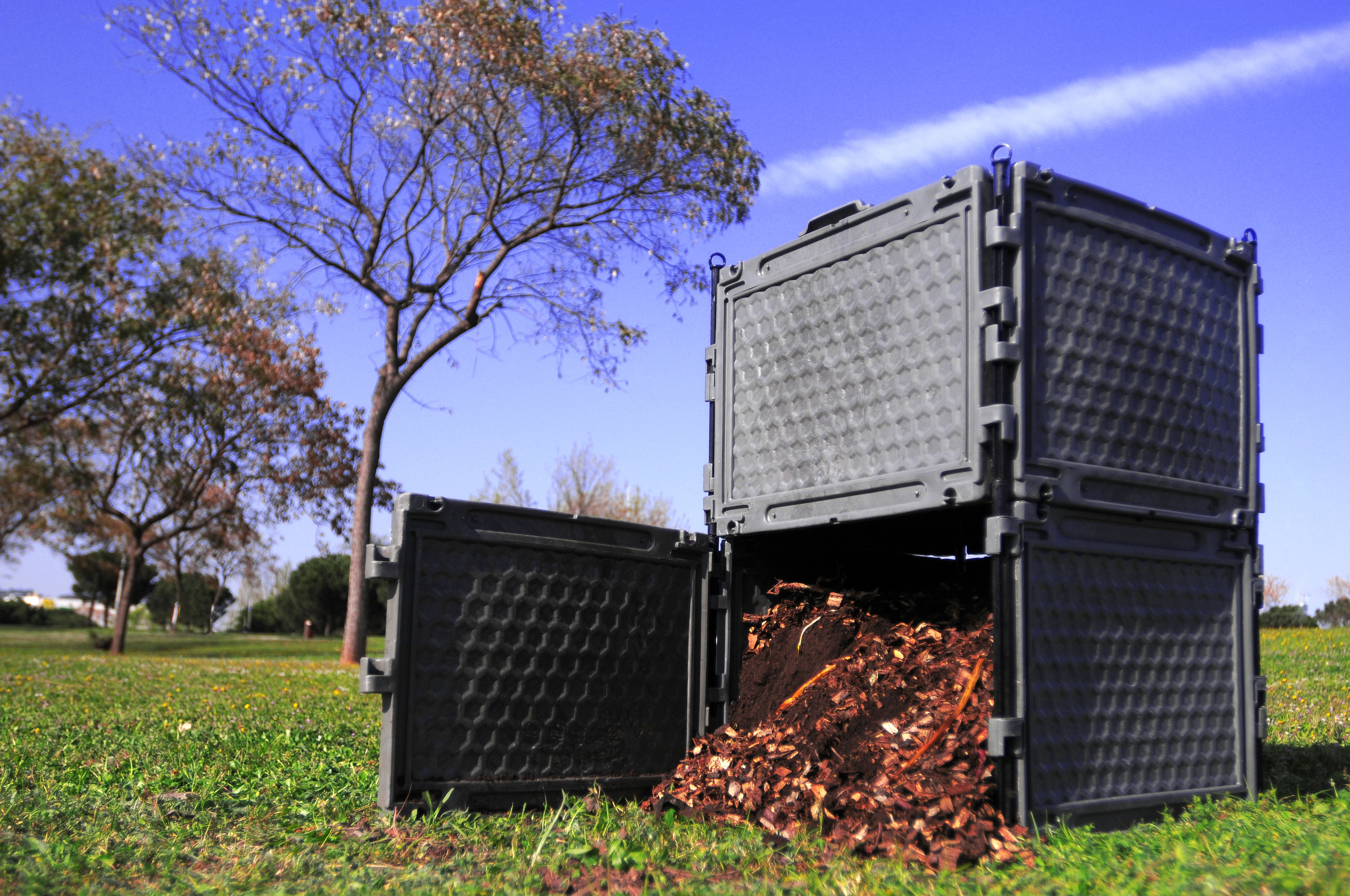
Compostador de jardí

La major part de l'energia consumida al món és energia exhaurible, provinent majoritàriament de combustibles (fòssils i nuclears) excavats a l'escorça terrestre i que no es poden ser reproduïts per l'ésser humà ni, almenys en menys de milions d'anys, per la natura. És, per tant, necessari buscar fonts d'energia alternatives que ens permetin consumir menys energies exhauribles i, en un futur proper, viure sense elles. Cal tenir en compte, a més, que alguns combustibles exhauribles, com el petroli, serveixen també per a la fabricació de primeres matèries a alt valor afegit per a plàstics i un gran nombre de productes químics i farmacèutics. Una altra manera d'estalviar combustibles perquè durin més anys és aprofitar-los millor, mitjançant tecnologies i sistemes més eficients i amb un ús racional de l'energia per part de la població. L'estalvi d'energia és un dels vessants als quals s'està investigant més, ja que resulta beneficiós per a tothom: usem menys energia i així, d'una banda en paguem menys, i de l'altra n'estalviem perquè a tots en duri més.
D'altra banda, és igualment necessari adaptar la tecnologia actual a altres energies, ja que, especialment al sector del transport, moltes d'elles s'han desenvolupat exclusivament a partir de combustibles exhauribles. S'ha de tenir present que el desenvolupament d'una tecnologia no és rectilini, sinó que es troba ple de "ramificacions", d'opcions possibles, i es desenvolupa una d'elles o diverses segons diferents factors econòmics, socials, polítics, etc. Per exemple, en automoció actualment s'està tornant a estudiar els models de motors de tipus wankel, que havia nascut alhora que el de gasolina però que es va deixar de desenvolupar fa gairebé un segle perquè es va considerar menys bo amb gasolina que el que s'usa ara.
Una altra línia de recerca és l'aprofitament de calor i de materials que tradicionalment haviem considerat de valor nul, o fins i tot negatiu, com a escombraries a tractar (havent de pagar!), per a aprofitar l'energia que encara es pot treure d'ells, encara que no sigui tan gran com la d'altres fonts. Un exemple molt típic són els fums, que abans s'havien llançat a l'aire i que ara es poden aprofitar escaladament. És a dir, es parteix d'un procés industrial que deixa anar fum molt calent i aquest fum s'usa per a obtenir calor i energia que s'empra per a un altre procés, al que no li cal tanta com al primer; aquest segon procés, treura fums una mica més freds, que es poden usar per a un tercer procés; etc. A més així el fum que finalment es llença a l'atmosfera té una temperatura més propera a l'ambiental, contaminant menys. Altres exemples en són la cogeneració, el compostatge, le digestió anaeròbia d'escombraries orgàniques o la disminució amb algues d'emissions diòxid de carboni. Alguns d'ells són controvertits, com típicament el MOX i certs agrocombustibles.
Quant a les fonts d'energia, la filosofia actual és que no cal que una sola instal·lació en doni al màxim de persones possibles sinó que és igualment vàlid que ho facin moltes de petites. A Catalunya per exemple hi ha una important contribució d'energia hidràulica al mix energètic gràcies a les centrals minihidràuliques, però la seva geografia no li permetria obtenir la mateixa potència amb centrals hidràuliques de mida "normal". A més, les fonts a menor escala en general més tenen un menor impacte al medi ambient i permeten més autogestió i autonomia per part dels seus usuaris. Lògicament, una bona part d'esforços se centren a fer tècnica i econòmicament viable l'aprofitament de fonts renovables, als Països Catalans s'investiga i es dissenya sobretot en energia eòlica, a més de la hidràulica local, i solar. L'eòlica s'exporta molt, especialment a països com França i a tota la península Ibèrica. També s'hi fan projectes d'aplicacions d'energia geotèrmica a cases aïllades o de pocs veïns amb molt bon resultat. Internacionalment, un gran projecte que actualment encara està en una fase molt endarrerida i amb molts problemes és l'obtenció d'energia a partir d'hidrogen (n'hi ha molt a l'aire i al mar) en reactors de fusió nuclear.
Amb resultats d'aplicació potencial a molt més llarg terme, alguns científics inverteixen els recursos de recerca en altres vies, com investigar les possibilitats de la fusió freda, del generador termoelèctric per radioisòtops, de l'emmagatzemament de l'energia a través de la fotosíntesi artificial i de l'aniquilació de matèria amb antimatèria, tot i que encara no es coneix cap mètode capaç de produir una quantitat significativa d'antimatèria i tampoc se sap com emmagatzemar-la.